# Lamorna Birch
Pour les articles homonymes, voir Birch.
Samuel John « Lamorna » Birch, membre de la Royal Academy et de la Royal Watercolour Society (7 juin 1869 - 7 janvier 1955), est un peintre à l'huile et aquarelliste britannique. Sur les conseils de son ami artiste Stanhope Forbes, Birch utilise le sobriquet « Lamorna » pour se différencier du peintre Lionel Birch, qui travaillait également dans les environs à cette époque. 

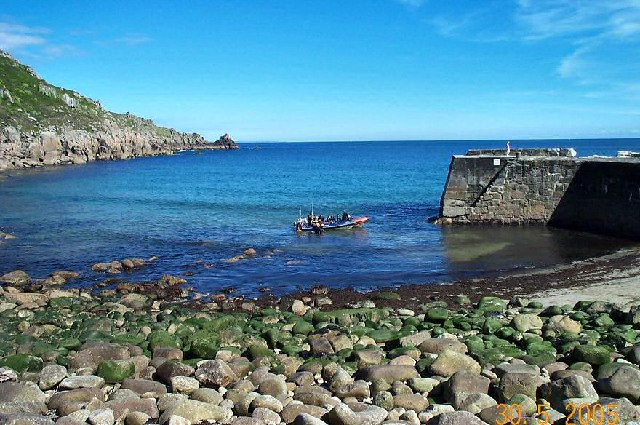
La crique de Lamorna (ici en 2005) est un paysage récurrent de ses tableaux.

## Biographie
Lamorna Birch est né à Egremont dans le comté métropolitain de Merseyside situé dans le Cheshire en Angleterre. C'est un artiste essentiellement autodidacte, à part une courte période où il a pris des cours à l'académie Colarossi de Paris en 1895.
Il est considéré comme un peintre du nord de l'Angleterre, mais son apogée a lieu quand il s'installe à Lamorna en Cornouailles en 1902. Beaucoup de ses œuvres les plus connues datent de cette période et la magnifique crique de Lamorna en est généralement le sujet. Il est attiré en Cornouailles en 1889 par les artistes de l'école de Newlyn mais il finit par créer un autre groupe installé dans les alentours de Lamorna.
Il expose ses œuvres à la Royal Academy à partir de 1892. Il organisa sa première exposition consacrée à ses œuvres seulement à la Fine Art Society en 1906. On dit qu'il a réalisé plus de 20 000 tableaux.
L'exposition Shades of British Impressionism Lamorna Birch and his Circle fut présentée au Warrington Museum & Art Gallery sur la mezzanine en octobre 2004. Elle détaille ses liens avec Henry Scott Tuke et Thomas Cooper Gotch et plusieurs autres qui s'installèrent à Lamorna dans les années 1880 et 1890. « Ces peintres ont aidé à changer le visage de l'art britannique. Leur accentuation sur la couleur et la lumière, la vérité et le réalisme social a provoqué une révolution dans l'art britannique », peut-on lire dans le catalogue de l'exposition.

## Aujourd'hui
On peut trouver des tableaux de Birch à Penley House et au Derby Museum and Art Gallery.